# Shamba

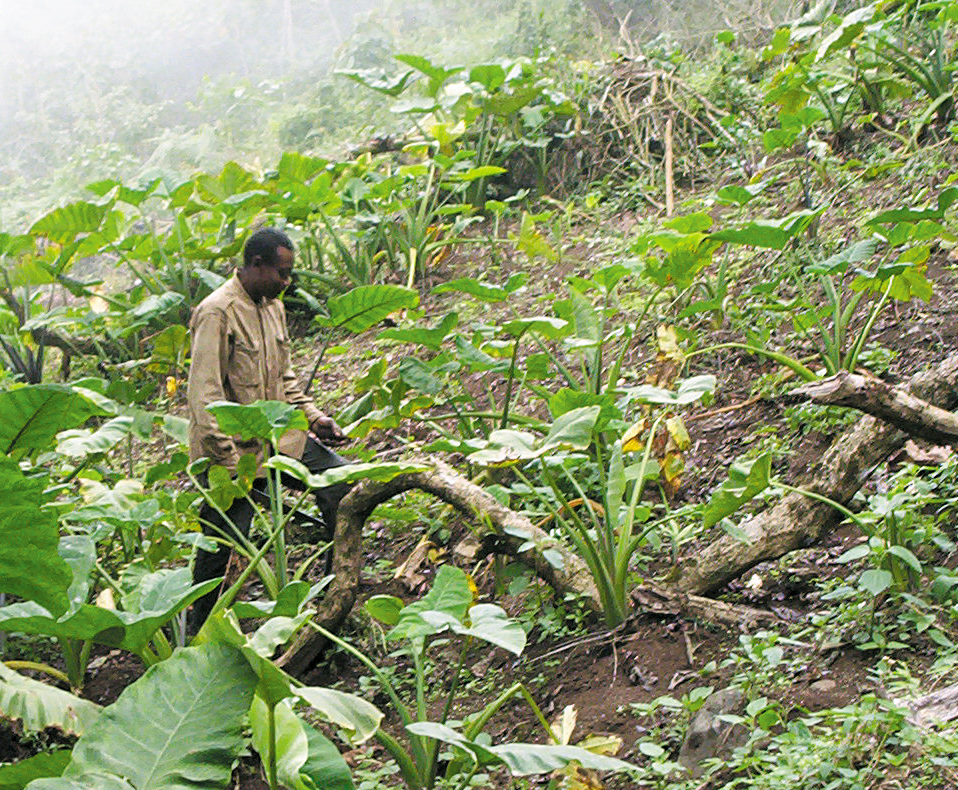
Agricultor en un shamba de malangas a los pies del monte Fako

El shamba (en suajili 'plantación'; pl. mashamba) es un sistema agroforestal practicado en África Oriental, particularmente Kenia. En estas tierras se combinan diversos cultivos: bananas, frijoles, ñames y maíz, a los que se agregan recursos madereros, apicultura, hierbas medicinales, setas, frutas del bosque, forraje para ganado, etc. Gracias a este policultivo, los agricultores obtienen una mayor cuota de ingresos, alimentos y empleo. Además, es más sostenible y genera una menor huella ecológica que los monocultivos.
El sistema fue creado en Kenia a mediados del siglo XIX, para extender el cultivo de tierras y satisfacer la demanda de leña. Un estudio de 2009 estimó que en Kenia, donde el Estado es el propietario de estas plantaciones, hay unas 160.000 hectáreas de shambas. Sin embargo, la gestión de los shambas también ha estado manchado por la corrupción, cosa que las asociaciones de agricultores keniatas han denunciado en muchas ocasiones. Se permitió la conversión de grandes áreas boscosas en tierras de cultivo. También ha sido un problema la introducción de especies no nativas como el eucalipto o el ciprés. Wangari Maathai pidió «no sacrificar los bosques autóctonos a expensas de las plantaciones exóticas».